# Злотников, Натан Маркович
Натан Маркович Злотников (26 октября 1934, Киев — 26 декабря 2006, Москва) — русский поэт и переводчик.

## Биография
Окончил Киевский политехнический институт (1956). Награждён медалью. Лауреат премии Союза писателей Удмуртской АССР им. Ф. Васильева (1982). Член Союза писателей СССР (1969), Союза писателей Москвы.
Работал заведующим отделом поэзии, затем — заместителем главного редактора журнала «Юность».
Автор пятнадцати сборников стихов, а также сборника авторских стихов «Не разомкнуть объятий милых».
Похоронен на Введенском кладбище (21 участок).

## Произведения

### Поэзия
- Мосты: Стихи. М., 1964
- Единственный дом: Стихи. М., 1968
- Ночные стрельбы: Стихи. М., 1973
- Забытая музыка: Стихи. М., 1974
- Морозное облако: Книга стихотворений. М., 1977 (Новинки «Современника»)
- Запоздалая благодарность: Книга стихотворений. М., 1979
- Судьба: Стихи и пер. с удмуртского языка. Ижевск, 1981
- Наивный охотник: Стихи. М., 1981
- Весы справедливости: Стихотв. М., 1984

### Переводы
- Гасанзаде, Нариман Алимамед оглы. М., 1973
- Абылкасымова, Майрамкан. Этой весной цветов много. М., 1979